# Marko Todorović
Marko Todorović (en macédonien : Марко Тодоровић), né le 19 avril 1992 à Podgorica au Monténégro (alors en Yougoslavie), est un joueur monténégrin de basket-ball. Il évolue aux postes d'ailier fort et de pivot.

## Carrière
Todorović est formé à Podgorica au BC Joker. En 2008, il rejoint la Joventut Badalona où il évolue dans l'équipe de jeunes. Todorović rejoint ensuite le Club Bàsquet Prat, un club affilié à la Joventut qui évolue en troisième division espagnole, pour la saison 2009-2010. Avec l'aide de Todorović, Prat atteint les play-offs lors de la saison 2011-2012 et est promu en deuxième division. Todorović est élu meilleur joueur du championnat de troisième division avec des moyennes de 16,6 points et 8,2 rebonds en 26 minutes par rencontre. Il joue aussi avec l'équipe première de la Joventut et joue en première division en mars 2011. En août 2012, il signe un contrat de deux ans avec le FC Barcelone.
Todorović se présente à la draft 2013 de la NBA et est choisi en 45e position par les Trail Blazers de Portland.
À l'été 2014, le FC Barcelone recrute deux intérieurs de talent : Justin Doellman et Tibor Pleiss. Avec Ante Tomić et Maciej Lampe, il devient alors difficile à Todorović d'acquérir du temps de jeu. Il est donc prêté au Bilbao Basket, club de première division.
Lors de la saison 2014-2015, Todorović est nommé meilleur joueur de la Liga lors des 2e, 8e, 18e et 31e journées. Todorović est aussi meilleur joueur du mois de mars. En championnat, Todorović choisi meilleur joueur par les entraîneurs et les joueurs mais le public et la presse font pencher la balance pour Felipe Reyes qui est nommé meilleur joueur du championnat. Todorović est nommé dans l'équipe-type de la saison avec les joueurs du Real Madrid Felipe Reyes et Sergio Llull, Jayson Granger et Pau Ribas.
En juillet 2015, Todorović signe un contrat de 3 ans avec le BC Khimki Moscou. En avril 2016, Todorović est prêté au Bilbao Basket jusqu'à la fin de la saison. Il retourne au Khimki pour le début de la saison 2016-2017.

## Palmarès
- Coupe du Roi de basket-ball 2013.
- MVP de LEB Plata 2012.